# Xylocopa pulchra
Xylocopa pulchra är en biart som beskrevs av Smith 1874. Xylocopa pulchra ingår i släktet snickarbin, och familjen långtungebin. Inga underarter finns listade i Catalogue of Life.